# كهك زردشت (فتح أباد)
كهك زردشت (بالفارسية: کهک زردشت) هي قرية تقع في إيران في Fathabad Rural District. يقدر عدد سكانها بـ 55 نسمة بحسب إحصاء 2016.